# Kazimierz Kraszewski
Kazimierz Kraszewski (ur. 21 stycznia 1910 w Łomży, zm. 18 marca 1990 w Warszawie) – komandor pilot, Kawaler Srebrnego Krzyża Virtuti Militari, ojciec Andrzeja Kraszewskiego.
Podczas kampanii wrześniowej w 1939 pilot i oficer taktyczny eskadry w Morskim Dywizjonie Lotniczym w Pucku. Uczestnik obrony Helu jako zastępca dowódcy odcinka przeciwdesantowego „Jurata”. Po II wojnie światowej kierownik Sekcji Organizacji i Planowania Wydziału Marynarki Wojennej Sztabu Generalnego. Skazany na dożywocie pod fałszywym zarzutem działalności szpiegowskiej w tzw. procesie komandorów; zrehabilitowany.

## Wykształcenie
Ojciec, Teofil, był kierownikiem urzędu pocztowego w Łomży, matka, Benedykta z Dydalewiczów, była nauczycielką. W 1915 rodzina została ewakuowana do Moskwy, skąd wróciła do Łomży w 1918 szczęśliwie uniknąwszy represji szerzących się po zwycięstwie rewolucji bolszewickiej. Po ukończeniu gimnazjum w 1929 został przyjęty do Szkoły Podchorążych Marynarki Wojennej w Toruniu. Jako marynarz podchorąży uczestniczył w najdłuższym rejsie żaglowca szkolnego ORP „Iskra”, który w okresie od 7 maja do 23 października 1930 odwiedził Lizbonę, Santa Cruz, Las Palmas, Santiago de Cuba i Newport News przepływając 12300 mil morskich. W 1932 skończył Szkołę Podchorążych w stopniu podporucznika marynarki.

## Służba wojskowa przed wojną
Po ukończeniu rocznego kursu aplikacyjnego otrzymał we wrześniu 1933 przydział do Dywizjonu Okrętów Podwodnych z zaokrętowaniem na okręcie podwodnym ORP „Żbik” jako oficer wachtowy. W lutym 1935 został przydzielony do Morskiego Dywizjonu Lotniczego (M.D.Lot.) w Pucku. Skończył Kurs Obserwatorów Lotnictwa Morskiego w Toruniu w 4 Pułku Lotniczym i otrzymał przydział do II Eskadry Bliskiego Rozpoznania M.D.Lot. jako obserwator. W 1936 ukończył Kurs Pilotażu Podstawowego w Sadkowie k. Radomia i Pilotażu Myśliwskiego w Grudziądzu i ponownie otrzymał przydział do II Eskadry Bliskiego Rozpoznania M.D.Lot., już jako pilot i oficer taktyczny. W latach 1936–1938 został zaokrętowany kolejno na S/S „Pułaski”, M/S „Piłsudski” i S/S „Lech” jako asystent nawigatora. We wrześniu 1938 został przydzielony do Dywizjonu Okrętów Podwodnych i zaokrętowany na okręcie podwodnym ORP „Ryś” w charakterze oficera wachtowego i oficera broni podwodnej.
W kwietniu 1939 otrzymał przydział do Dowództwa Floty jako oficer flagowy (adiutant) Dowódcy Floty kadm. Józefa Unruga. Latem 1939 otrzymał nominację na stanowisko adiutanta prezydenta Mościckiego, jednakże nie zdążył objąć tej funkcji. Wobec groźby wybuchu wojny 21 sierpnia 1939 powrócił do swojej eskadry w Morskim Dywizjonie Lotniczym.

## Kampania wrześniowa i pobyt w niewoli
Po zbombardowaniu dywizjonu w pierwszym dniu wojny uczestniczył w przeprowadzeniu samolotów na półwysep Hel do rejonu Kuźnica-Jastarnia. Po zniszczeniu samolotów przez lotnictwo niemieckie, zdemontowana broń pokładowa – karabiny maszynowe Vickers – została wykorzystana do obrony przeciwlotniczej i przeciwdesantowej Rejonu Umocnionego. Por mar. pil. Kraszewski objął funkcję zastępcy dowódcy odcinka przeciwdesantowego „Jurata”. Brał udział w walkach z samolotami niemieckimi. Po kapitulacji Helu, 2 października 1939 wraz z całą załogą dostał się do niewoli niemieckiej. Przebywał w obozach jenieckich X B Nienburg, XVIII B Spittal i II C Woldenberg. Podejmował próby ucieczki m.in. budując podkop wspólnie z kpt. mar. Zbigniewem Przybyszewskim i innymi oficerami.

## Służba wojskowa po wojnie
Po uwolnieniu z obozu w lutym 1945 powrócił do kraju i po krótkim okresie pracy w Instytucie Bałtyckim w Bydgoszczy został powołany do służby w odradzającej się Marynarce Wojennej. Zweryfikowany w stopniu kapitana marynarki otrzymał przydział do Morskiego Batalionu Zapasowego w Gdańsku pełniąc zastępczo funkcję Szefa Sztabu, a następnie Oficera Organizacyjnego Sztabu Baonu. We wrześniu 1945 został Pomocnikiem Szefa Oddziału Organizacyjno-Mobilizacyjnego Sztabu Głównego Marynarki Wojennej.
Po powrocie internowanych okrętów podwodnych ze Szwecji w październiku 1945 został dowódcą ORP „Ryś”, a w lutym 1946 – Komendantem Bazy Dywizjonu Okrętów Podwodnych. W kwietniu 1946 został przeniesiony do Świnoujścia na stanowisko Szefa Oddziału Organizacyjno-Mobilizacyjnego Sztabu Szczecińskiego Okręgu Nadmorskiego (SON), a w lipcu został Szefem Sztabu SON służąc pod rozkazami kmdra Włodzimierza Steyera, który w 1939 dowodził obroną Rejonu Umocnionego Hel.
W sierpniu 1947 przeniesiony do Gdyni do Dowództwa Marynarki Wojennej na stanowisko Szefa Oddz. III Operacyjnego Sztabu Głównego MW. Dwa lata później ponownie został przeniesiony wraz ze Sztabem MW do Warszawy, gdzie objął stanowisko kierownika Sekcji Organizacji i Planowania Wydziału Marynarki Wojennej w Sztabie Generalnym w Warszawie w stopniu kmdra por.
Był awansowany na stopnie oficerskie:
- podporucznika marynarki – 1932
- porucznika marynarki – 1937
- kapitana marynarki – 1945
- komandora podporucznika – 1946
- komandora porucznika – 1947
- komandora – 1989

11 grudnia 1951 został aresztowany w Warszawie przez oficerów Głównego Zarządu Informacji MON jako szósty oficer z tzw. grupy siedmiu komandorów, sądzonych przed Najwyższym Sądem Wojskowym w lipcu 1952 w sfingowanym procesie „o spisek przeciwko władzy ludowej” razem z kmdr por. Zbigniewem Przybyszewskim, kmdr Stanisławem Mieszkowskim, kmdr Jerzym Staniewiczem, kmdr por. Robertem Kasperskim, kmdr por. Wacławem Krzywcem i kmdr Marianem Wojcieszkiem. Trzech spośród oficerów: komandorowie Mieszkowski, Przybyszewski i Staniewicz, zostało skazanych na karę śmierci, pozostali zaś otrzymali wyroki dożywotniego więzienia. Kmdr por. pil. Kraszewski do 27 kwietnia 1956 przebywał w więzieniu we Wronkach. Zwolniony z więzienia i zrehabilitowany nie podjął służby w Marynarce Wojennej. Próby uzyskania książeczki żeglarskiej i zatrudnienia się w Marynarce Handlowej nie powiodły się ze względu na odmowę władz. Pracował w P.P. Totalizator Sportowy, w CHZ Centromor, a następnie, aż do emerytury, w CHZ Polimex-Cekop.
Został pochowany z honorami wojskowymi w rodzinnym grobowcu na warszawskich Powązkach. Po ekshumacji jego szczątki zostały przeniesione i ponownie pochowane z honorami wojskowymi w Kwaterze Pamięci na Cmentarzu Marynarki Wojennej 29 czerwca 2018.
W 2014 nazwiskiem komandora nazwano nowo wybudowaną ulicę w Straszynie koło Gdańska, gdzie zamieszkuje jeden z jego synów.

## Odznaczenia
- Srebrny Krzyż Orderu Wojennego Virtuti Militari
- Srebrny Krzyż Zasługi
- Medal „Za udział w wojnie obronnej 1939”;
- Medal za Odrę, Nysę, Bałtyk
- Medal Zwycięstwa i Wolności 1945
- Brązowy Medal „Siły Zbrojne w Służbie Ojczyzny”